# Holcolaetis
Holcolaetis Simon, 1886 è un genere di ragni appartenente alla famiglia Salticidae.

## Caratteristiche
Ha molte peculiarità in comune con i generi Euryattus Thorell, 1881 e Thiania C. L. Koch, 1846.
Questi ragni costruiscono un sacco ovigero di forma appiattita, densamente intessuto, in un luogo a parte rispetto alla ragnatela della tana, ponendolo di prevalenza sui tronchi degli alberi.

## Distribuzione
Le 8 specie oggi note di questo genere sono state rinvenute in diverse località dell'Africa occidentale, centrale e meridionale; una specie è presente anche nello Yemen. Infine la H. dyali è endemica del Pakistan.

## Tassonomia
A giugno 2011, si compone di otto specie:
- Holcolaetis albobarbata Simon, 1910 — Africa occidentale e centrale
- Holcolaetis clarki Wanless, 1985 — Africa occidentale e centrale
- Holcolaetis cothurnata (Gerstäcker, 1873) — Zanzibar
- Holcolaetis dyali Roewer, 1951 — Pakistan
- Holcolaetis strandi Caporiacco, 1940 — Etiopia
- Holcolaetis vellerea Simon, 1910 — Africa occidentale e centrale, Zimbabwe, Yemen
- Holcolaetis xerampelina Simon, 1886[3] — Malawi, Zambia, Tanzania, Zimbabwe
- Holcolaetis zuluensis Lawrence, 1937 — Africa meridionale